# مسعود ضیایی زردخشویی
مسعود ضیایی زردخشویی (متولد ۱۵ بهمن ۱۳۴۳ در آبادان) کاریکاتوریست اهل ایران می‌باشد. وی تاکنون بیش از ۱۳۵ جایزۀ ملی و بین‌المللی از جشنواره‌های داخل و خارج کشور کسب کرده‌است ضیایی همچنین موفق به کسب درجۀ هنری سه، معادل لیسانس در رشتۀ کاریکاتور از وزارت فرهنگ و ارشاد اسلامی شده‌است و همچنین عضو هیئت داوران بیش از ۳۵ جشنوارۀ ملی و بین‌المللی بوده‌است.

## جوایز وی
- جایزه بزرگ برزیل ۱۹۹۵ پورتو الجر
- جایزه اول ترکیه جمال نادر
- جایزه اول جیاکسینگ چین
- جایزه دوم دن کیشوت آلمان مهاجرت
- جایزه دوم روسیه ایزوستیا
- جایزه اول گل آقا سفر
- جایزه اول خلیج فارس ایران
- جایزه بهترین کارتونیست کودک ایران جهت کارتون‌های بچه‌ها گل آقا
- جایزه دوم هند وسایل غیرقابل استفاده و ده‌ها جایزه اصلی و فرعی دیگر از ایران و جهان…

وی همچنین چهار مجموعه به چاپ رسانده‌است؛ مجموع کارت‌هایی به نام وقتی انسان فکر می‌کند خداوند می‌خندد ۱۳۸۰، کتاب کاریکاتورهایی برای هیچ‌کس سال ۱۳۸۲، کتاب ماه نگران زمین است سال ۱۳۸۹ و کتاب وقتی ماهی‌ها حرف می‌زنند در سال ۱۳۹۱. مسعود ضیایی با مجلات طنز و کاریکاتور کیهان، کاریکاتور بچه‌ها گل آقا و چندین روزنامه داخلی همکاری داشته‌است. از وی تاکنون بیش از صدها اثر در کتاب‌ها و کاتالوگ‌های داخلی و خارجی به چاپ رسیده‌است و در زمینه کارتون نیز وی دارای مقالات و مطالب متعددی در سایت‌ها ونشریات تخصصی کاریکاتور می‌باشد؛ نظیر ایران کارتون، کیهان کاریکاتور و مجله کارتون. وی همچنین موفق به ارائه روشی بنام کلید واژه‌ها برای ایده یابی در کاریکاتور شد که با روش‌های مرسوم دیگر بطورکامل متفاوت است.
همچنین چهار فیلم کوتاه در کارنامه خود دارد و  به عنوان عکاس تبلیغاتی و صنعتی نیز فعالیت می‌کند.